# 京浜トラックターミナル
京浜トラックターミナル（けいひんトラックターミナル）は、東京都大田区平和島にある公共トラックターミナルである。1日に約3,500台の車両が出入し、特別区にあるトラックターミナルでは貨物取扱高が最大である。日本自動車ターミナル株式会社が運営する。都市計画法に基づく都市計画事業（都市施設）名称は、「東京都市計画自動車ターミナル第2号京浜二区トラックターミナル」である。

## 所在地
- 東京都大田区平和島二丁目1-1

## 沿革
- 1966年（昭和41年）10月　都市計画決定
- 1967年（昭和42年）8月　建設開始
- 1968年（昭和43年）6月　供用開始

## 施設
- 敷地面積　242,068平方メートル
- バース数　428バース
- 貨物取扱能力　12,000トン／日（トラック1,050台分）
- ヤマト運輸品川八潮営業所
- 西濃運輸京浜ターミナル支店

### 付帯設備
- 440人分の仮眠室、421人分の宿泊室
- 給油設備
- 洗車
- 検車
- 修理
- タイヤサービス
- 食堂
- 浴場
- コンビニエンスストア
- 郵便局
- 理容室
- 診療所